# Eccleshall
Eccleshall is een civil parish in het bestuurlijke gebied Stafford, in het Engelse graafschap Staffordshire met 6.312 inwoners.